# Кубок Таджикистану з футболу 2022
Кубок Таджикистану з футболу 2022  — 31-й розіграш головного кубкового футбольного турніру у Таджикистані. Титул володаря кубка вдев'яте здобув Істіклол.

## Календар
| Раунд            | Дата                      | Матчі | Клуби   |
| ---------------- | ------------------------- | ----- | ------- |
| Попередній раунд | 4-5 червня 2022           | 5     | 21 → 16 |
| 1/8 фіналу       | 6-17 серпня 2022          | 8     | 16 → 8  |
| 1/4 фіналу       | 27-28 серпня 2022         | 4     | 8 → 4   |
| 1/2 фіналу       | 15 вересня/15 жовтня 2022 | 4     | 4 → 2   |
| Фінал            | 29 жовтня 2022            | 1     | 2 → 1   |

## 1/8 фіналу
| Команда 1              | Рахунок | Команда 2              |
| ---------------------- | ------- | ---------------------- |
| 6 серпня 2022          |         |                        |
| Равшан (Куляб)         | 3:1     | Равшан (Зафаробод) (2) |
| Регар-ТадАЗ            | 0:1     | ЦСКА-Памір             |
| Куктош (2)             | 3:2     | Худжанд                |
| Істіклол               | 6:0     | Мохір (2)              |
| 7 серпня 2022          |         |                        |
| Есхата                 | 2:0     | Хосилот (2)            |
| Саройкамар (Пяндж) (2) | 1:0     | Хулбук (2)             |
| Хатлон                 | 2:0     | Істаравшан             |
| 17 серпня 2022         |         |                        |
| Динамо (Душанбе) (2)   | 0:2     | Файзканд               |

## 1/4 фіналу
| Команда 1              | Рахунок | Команда 2              |
| ---------------------- | ------- | ---------------------- |
| 27 серпня 2022         |         |                        |
| Файзканд               | 1:2     | Куктош (2)             |
| 28 серпня 2022         |         |                        |
| Есхата                 | 1:0     | ЦСКА-Памір             |
| Саройкамар (Пяндж) (2) | 0:1     | Хатлон                 |
| Істіклол               | 1:0     | Равшан (Зафаробод) (2) |

## 1/2 фіналу
| Команда 1                 | Заг. | Команда 2  | 1-й матч | 2-й матч |
| ------------------------- | ---- | ---------- | -------- | -------- |
| 15 вересня/15 жовтня 2022 |      |            |          |          |
| Істіклол                  | 2:1  | Есхата     | 1:0      | 1:1      |
| Хатлон                    | 1:2  | Куктош (2) | 0:0      | 1:2      |

## Фінал
| 29 жовтня 2022 11:00 (EEST) |

| Істіклол                                                         | 2:2 дч   | Куктош (2)                                                |
| ---------------------------------------------------------------- | -------- | --------------------------------------------------------- |
| Собиров 38' (пен.) Джалілов 72'                                  | Протокол | Гулаєв 3' Узоков 61'                                      |
|                                                                  | Пенальті |                                                           |
| - Асроров - Мабатшоєв - Сулаймонов - Рітакко - Джалілов - Грачов | 5:4      | - Узоков - Собиров - Шукуров - Султонов - Караєв - Гулаєв |

| Пахтакор, Бохтар Глядачів: 6 500 Арбітр: Сайвалі Турдієв |